# 行方市
行方市（なめがたし）は、茨城県南東部の鹿行地域に位置する市。2005年（平成17年）に麻生町、北浦町、玉造町の3町が合併して誕生した。

## 地理

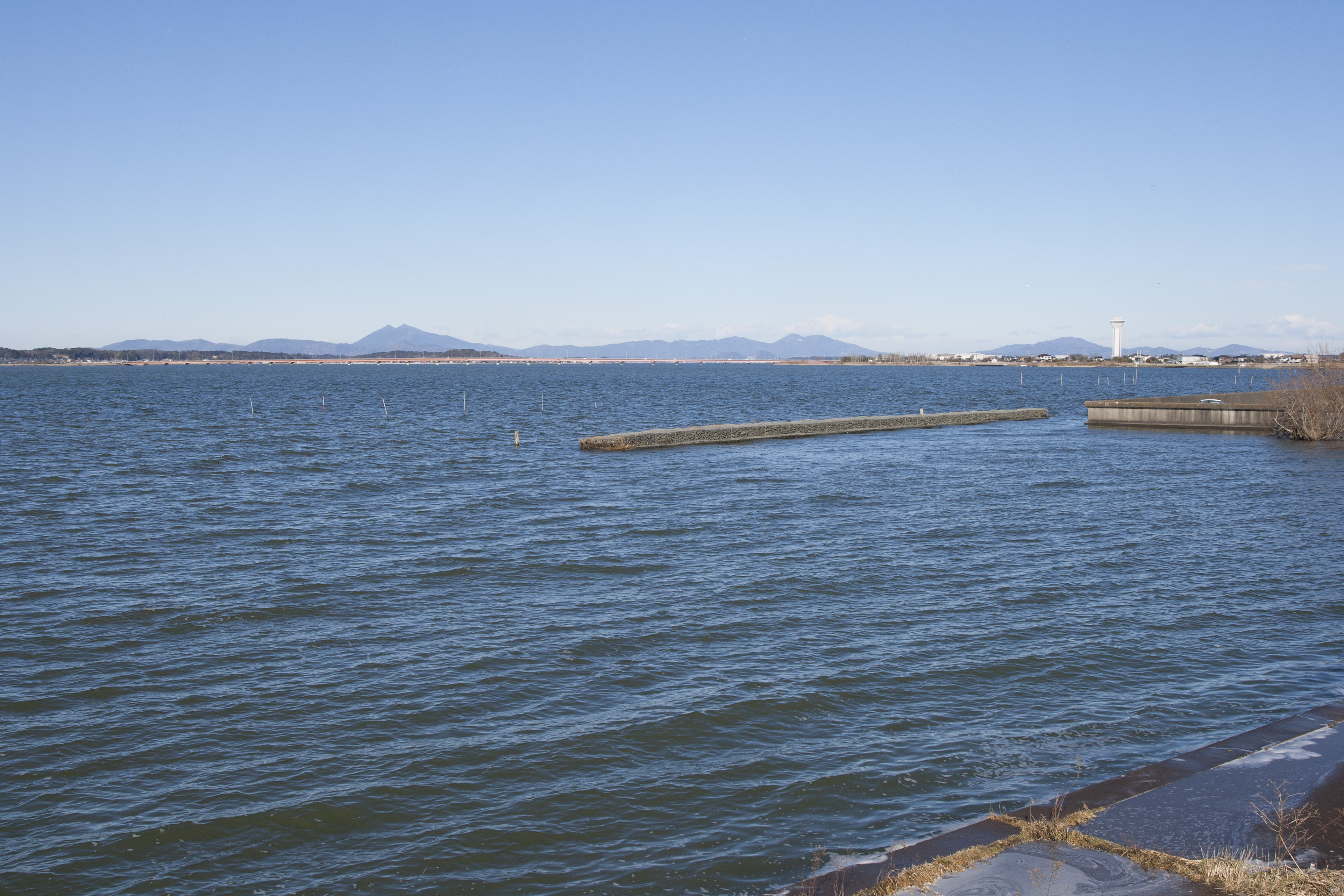
霞ヶ浦（行方市手賀地区より）

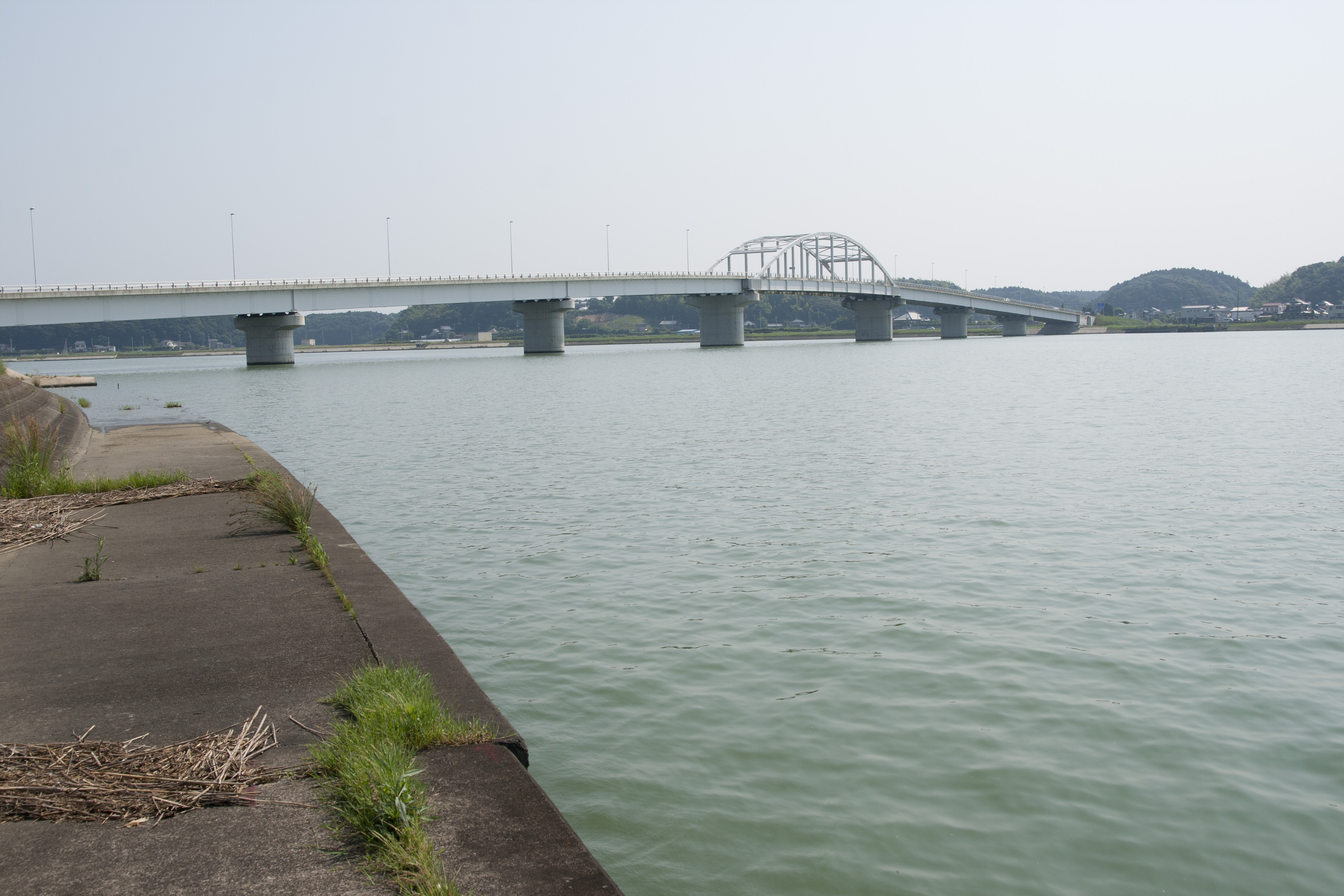
北浦と鹿行大橋（行方市山田地区より）

東京都心から北東に約70km、県庁所在地の水戸市から南に約40kmの位置にある。東の北浦、西の霞ヶ浦という2つの広い湖に挟まれた南北に長い市域を持ち、市の総面積222.48 km2のうち湖沼面積が55.98 km2を占める。東と西の湖岸部は低地、内陸部は「行方台地」といわれる標高30m前後の丘陵台地である。

### 隣接する自治体
陸地で接している自治体
- 潮来市
- 鉾田市
- 小美玉市

湖沼上の境界で接している自治体
- 鹿嶋市：北浦側。県道186号・北浦大橋により往来できる。
- かすみがうら市：霞ヶ浦側。国道354号・霞ヶ浦大橋により往来できる。
- 稲敷市：霞ヶ浦側。
- 美浦村：霞ヶ浦側。

## 歴史

### 年表
※（外部リンク）“市制施行10周年特集 行方市も10歳になりました!” (PDF). 公式ウェブサイト.   行方市 (2015年9月1日). 2018年2月25日閲覧。

#### 行方市発足以前
- 1968年（昭和43年） - 鹿行大橋の開通。
- 1975年（昭和50年）4月1日 - 国道355号（千葉県佐原市 - 石岡市間）の制定。
- 1987年（昭和62年）3月3日 - 霞ヶ浦大橋の開通。
- 1993年（平成5年）4月1日 - 国道354号（群馬県館林市 - 大洋村）の制定。
- 1995年（平成7年）2月22日 - 北浦大橋の開通。

#### 行方市発足以後
- 2005年（平成17年）9月2日 - 行方郡の麻生町・玉造町・北浦町が合体（新設合併）し、行方市が発足。これにより、行方郡が消滅。
  - 玉造町の住民の要望により玉造町で実施された「合併に関する住民投票」では、当時の坂本俊彦町長（後の行方市初代市長）が主張する、「麻生町、北浦町との合併」に反対する票が多数を占めたが、町長は合併を強行した。
  - 当時、北部（旧玉造町）の住民からは北の小美玉市（旧：小川町）と、南部（旧麻生町）の住民からは南の潮来市（旧：牛堀町・潮来町）と、東部（旧北浦町）の住民からは東の鉾田市（旧：鉾田町）との合併を希望する意見がだされたが、合意には至らなかった。
- 2006年（平成18年） - プロサッカークラブ・鹿島アントラーズがホームタウンを拡大し、行方市もホームタウンの1つとなる。
- 2007年（平成19年）4月1日 - 鹿島鉄道線が廃止。桃浦、八木蒔、浜、玉造町、榎本の各駅も廃駅となるが、玉造町駅のみバスターミナルとして敷地と名称が引き継がれる[注釈 1]。
- 2011年（平成23年）3月11日 ‐ 東日本大震災により震度6弱を観測。水道等のライフラインが壊滅的な被害を受け、旧北浦町と対岸の鉾田市を結ぶ国道354号の鹿行大橋が崩落した。
- 2012年（平成24年）4月26日 ‐ 新しい鹿行大橋が開通。

### 行政区域変遷
- 変遷の年表

| 行方市市域の変遷（年表） | 行方市市域の変遷（年表） | 行方市市域の変遷（年表） |
| 年                       | 月日                     | 旧行方市市域に関連する行政区域変遷 |
| ------------------------ | ------------------------ | --- |
| 1889年（明治22年）       | 4月1日                   | 町村制施行に伴い、以下の町村がそれぞれ発足。 - 旧麻生町 - 麻生町 ← 麻生村・粗毛村・富田村 - 太田村 ← 根小屋村・矢幡村・石神村 - 大和村 ← 白浜村・杉平村・籠田村・宇崎村・青沼村・小牧村・岡村・蔵川村・天掛村・四鹿村・板峰村・新宮村 - 小高村 ← 橋門村・小高村・井貝村・南村・島並村 - 行方村 ← 船子村・五町田村・於下村・行方村 - 旧玉造町 - 玉造町 ← 玉造村が単独で町制施行 - 手賀村 ← 手賀村が単独で村制施行 - 立花村 ← 羽生村・八木蒔村・沖洲村・浜村 - 玉川村 ← 井上村・出沼村・藤井村・荒宿村 - 現原村 ← 捻木村・若海村・芹沢村・谷島村 - 旧北浦町 - 武田村 ← 小貫村・次木村・両宿村・内宿村・長野江村・成田村・三和村 - 津澄村 ← 繁晶村・吉川村・山田村・中根村 - 要村 ← 南高岡村・北高岡村・小幡村・行戸村 |
| 1955年（昭和30年）       | 1月1日                   | 玉造町・手賀村・立花村・玉川村・現原村が合併し玉造町が発足。 |
| 1955年（昭和30年）       | 3月31日                  | 麻生町・太田村・大和村・小高村・行方村が合併し、麻生町が発足。 |
| 1955年（昭和30年）       | 4月1日                   | 武田村・津澄村・要村が合併し、北浦村が発足。 |
| 1997年（平成9年）        | 10月1日                  | 北浦村が町制施行し、北浦町となる。 |
| 2005年（平成17年）       | 9月2日                   | 麻生町・玉造町・北浦町が合併し行方市が発足。 |

- 変遷表

| 行方市市域の変遷表 | 行方市市域の変遷表 | 行方市市域の変遷表  | 行方市市域の変遷表 | 行方市市域の変遷表  | 行方市市域の変遷表     | 行方市市域の変遷表  | 行方市市域の変遷表    | 行方市市域の変遷表 |
| 1868年 以前        | 1868年 以前        | 明治元年 - 明治22年 | 明治22年 4月1日    | 明治22年 - 昭和19年 | 昭和20年 - 昭和64年    | 平成元年 - 現在     | 平成元年 - 現在       | 現在               |
| ------------------ | ------------------ | ------------------- | ------------------ | ------------------- | ---------------------- | ------------------- | --------------------- | ------------------ |
|                    | 麻生村             | 麻生村              | 麻生町             | 麻生町              | 昭和30年3月31日 麻生町 | 麻生町              | 平成17年9月2日 行方市 | 行方市             |
|                    | 粗毛村             |                     | 麻生町             | 麻生町              | 昭和30年3月31日 麻生町 | 麻生町              | 平成17年9月2日 行方市 | 行方市             |
|                    | 富田村             |                     | 麻生町             | 麻生町              | 昭和30年3月31日 麻生町 | 麻生町              | 平成17年9月2日 行方市 | 行方市             |
|                    | 根小屋村           | 根小屋村            | 太田村             | 太田村              | 昭和30年3月31日 麻生町 | 麻生町              | 平成17年9月2日 行方市 | 行方市             |
|                    | 矢幡村             |                     | 太田村             | 太田村              | 昭和30年3月31日 麻生町 | 麻生町              | 平成17年9月2日 行方市 | 行方市             |
|                    | 石神村             |                     | 太田村             | 太田村              | 昭和30年3月31日 麻生町 | 麻生町              | 平成17年9月2日 行方市 | 行方市             |
|                    | 白浜村             | 白浜村              | 大和村             | 大和村              | 昭和30年3月31日 麻生町 | 麻生町              | 平成17年9月2日 行方市 | 行方市             |
|                    | 杉平村             |                     | 大和村             | 大和村              | 昭和30年3月31日 麻生町 | 麻生町              | 平成17年9月2日 行方市 | 行方市             |
|                    | 籠田村             |                     | 大和村             | 大和村              | 昭和30年3月31日 麻生町 | 麻生町              | 平成17年9月2日 行方市 | 行方市             |
|                    | 宇崎村             |                     | 大和村             | 大和村              | 昭和30年3月31日 麻生町 | 麻生町              | 平成17年9月2日 行方市 | 行方市             |
|                    | 青沼村             |                     | 大和村             | 大和村              | 昭和30年3月31日 麻生町 | 麻生町              | 平成17年9月2日 行方市 | 行方市             |
|                    | 小牧村             |                     | 大和村             | 大和村              | 昭和30年3月31日 麻生町 | 麻生町              | 平成17年9月2日 行方市 | 行方市             |
|                    | 岡村               |                     | 大和村             | 大和村              | 昭和30年3月31日 麻生町 | 麻生町              | 平成17年9月2日 行方市 | 行方市             |
|                    | 蔵川村             |                     | 大和村             | 大和村              | 昭和30年3月31日 麻生町 | 麻生町              | 平成17年9月2日 行方市 | 行方市             |
|                    | 天掛村             |                     | 大和村             | 大和村              | 昭和30年3月31日 麻生町 | 麻生町              | 平成17年9月2日 行方市 | 行方市             |
|                    | 四鹿村             |                     | 大和村             | 大和村              | 昭和30年3月31日 麻生町 | 麻生町              | 平成17年9月2日 行方市 | 行方市             |
|                    | 板峰村             |                     | 大和村             | 大和村              | 昭和30年3月31日 麻生町 | 麻生町              | 平成17年9月2日 行方市 | 行方市             |
|                    | 新宮村             |                     | 大和村             | 大和村              | 昭和30年3月31日 麻生町 | 麻生町              | 平成17年9月2日 行方市 | 行方市             |
|                    | 橋門村             | 橋門村              | 小高村             | 小高村              | 昭和30年3月31日 麻生町 | 麻生町              | 平成17年9月2日 行方市 | 行方市             |
|                    | 小高村             |                     | 小高村             | 小高村              | 昭和30年3月31日 麻生町 | 麻生町              | 平成17年9月2日 行方市 | 行方市             |
|                    | 井貝村             |                     | 小高村             | 小高村              | 昭和30年3月31日 麻生町 | 麻生町              | 平成17年9月2日 行方市 | 行方市             |
|                    | 南村               |                     | 小高村             | 小高村              | 昭和30年3月31日 麻生町 | 麻生町              | 平成17年9月2日 行方市 | 行方市             |
|                    | 島並村             |                     | 小高村             | 小高村              | 昭和30年3月31日 麻生町 | 麻生町              | 平成17年9月2日 行方市 | 行方市             |
|                    | 船子村             | 船子村              | 行方村             | 行方村              | 昭和30年3月31日 麻生町 | 麻生町              | 平成17年9月2日 行方市 | 行方市             |
|                    | 五町田村           |                     | 行方村             | 行方村              | 昭和30年3月31日 麻生町 | 麻生町              | 平成17年9月2日 行方市 | 行方市             |
|                    | 於下村             |                     | 行方村             | 行方村              | 昭和30年3月31日 麻生町 | 麻生町              | 平成17年9月2日 行方市 | 行方市             |
|                    | 行方村             |                     | 行方村             | 行方村              | 昭和30年3月31日 麻生町 | 麻生町              | 平成17年9月2日 行方市 | 行方市             |
|                    | 玉造村             | 玉造村              | 玉造町             | 玉造町              | 昭和30年1月1日 玉造町  | 玉造町              | 平成17年9月2日 行方市 | 行方市             |
|                    | 手賀村             | 手賀村              | 手賀村             | 手賀村              | 昭和30年1月1日 玉造町  | 玉造町              | 平成17年9月2日 行方市 | 行方市             |
|                    | 羽生村             | 羽生村              | 立花村             | 立花村              | 昭和30年1月1日 玉造町  | 玉造町              | 平成17年9月2日 行方市 | 行方市             |
|                    | 八木蒔村           |                     | 立花村             | 立花村              | 昭和30年1月1日 玉造町  | 玉造町              | 平成17年9月2日 行方市 | 行方市             |
|                    | 沖洲村             |                     | 立花村             | 立花村              | 昭和30年1月1日 玉造町  | 玉造町              | 平成17年9月2日 行方市 | 行方市             |
|                    | 浜村               |                     | 立花村             | 立花村              | 昭和30年1月1日 玉造町  | 玉造町              | 平成17年9月2日 行方市 | 行方市             |
|                    | 井上村             | 井上村              | 玉川村             | 玉川村              | 昭和30年1月1日 玉造町  | 玉造町              | 平成17年9月2日 行方市 | 行方市             |
|                    | 井沼村             |                     | 玉川村             | 玉川村              | 昭和30年1月1日 玉造町  | 玉造町              | 平成17年9月2日 行方市 | 行方市             |
|                    | 藤井村             |                     | 玉川村             | 玉川村              | 昭和30年1月1日 玉造町  | 玉造町              | 平成17年9月2日 行方市 | 行方市             |
|                    | 荒宿村             |                     | 玉川村             | 玉川村              | 昭和30年1月1日 玉造町  | 玉造町              | 平成17年9月2日 行方市 | 行方市             |
|                    | 捻木村             | 捻木村              | 現原村             | 現原村              | 昭和30年1月1日 玉造町  | 玉造町              | 平成17年9月2日 行方市 | 行方市             |
|                    | 若海村             |                     | 現原村             | 現原村              | 昭和30年1月1日 玉造町  | 玉造町              | 平成17年9月2日 行方市 | 行方市             |
|                    | 芹沢村             |                     | 現原村             | 現原村              | 昭和30年1月1日 玉造町  | 玉造町              | 平成17年9月2日 行方市 | 行方市             |
|                    | 谷島村             |                     | 現原村             | 現原村              | 昭和30年1月1日 玉造町  | 玉造町              | 平成17年9月2日 行方市 | 行方市             |
|                    | 小貫村             | 小貫村              | 武田村             | 武田村              | 昭和30年4月1日 北浦村  | 平成9年10月1日 町制 | 平成17年9月2日 行方市 | 行方市             |
|                    | 次気村             |                     | 武田村             | 武田村              | 昭和30年4月1日 北浦村  | 平成9年10月1日 町制 | 平成17年9月2日 行方市 | 行方市             |
|                    | 両宿村             |                     | 武田村             | 武田村              | 昭和30年4月1日 北浦村  | 平成9年10月1日 町制 | 平成17年9月2日 行方市 | 行方市             |
|                    | 内宿村             |                     | 武田村             | 武田村              | 昭和30年4月1日 北浦村  | 平成9年10月1日 町制 | 平成17年9月2日 行方市 | 行方市             |
|                    | 長野江村           |                     | 武田村             | 武田村              | 昭和30年4月1日 北浦村  | 平成9年10月1日 町制 | 平成17年9月2日 行方市 | 行方市             |
|                    | 成田村             |                     | 武田村             | 武田村              | 昭和30年4月1日 北浦村  | 平成9年10月1日 町制 | 平成17年9月2日 行方市 | 行方市             |
|                    | 帆津倉村           | 明治元年 三和村     | 武田村             | 武田村              | 昭和30年4月1日 北浦村  | 平成9年10月1日 町制 | 平成17年9月2日 行方市 | 行方市             |
|                    | 金上村             | 明治元年 三和村     | 武田村             | 武田村              | 昭和30年4月1日 北浦村  | 平成9年10月1日 町制 | 平成17年9月2日 行方市 | 行方市             |
|                    | 穴瀬村             | 明治元年 三和村     | 武田村             | 武田村              | 昭和30年4月1日 北浦村  | 平成9年10月1日 町制 | 平成17年9月2日 行方市 | 行方市             |
|                    | 繁晶村             | 繁晶村              | 津澄村             | 津澄村              | 昭和30年4月1日 北浦村  | 平成9年10月1日 町制 | 平成17年9月2日 行方市 | 行方市             |
|                    | 吉川村             |                     | 津澄村             | 津澄村              | 昭和30年4月1日 北浦村  | 平成9年10月1日 町制 | 平成17年9月2日 行方市 | 行方市             |
|                    | 山田村             |                     | 津澄村             | 津澄村              | 昭和30年4月1日 北浦村  | 平成9年10月1日 町制 | 平成17年9月2日 行方市 | 行方市             |
|                    | 中根村             |                     | 津澄村             | 津澄村              | 昭和30年4月1日 北浦村  | 平成9年10月1日 町制 | 平成17年9月2日 行方市 | 行方市             |
|                    | 南高岡村           | 南高岡村            | 要村               | 要村                | 昭和30年4月1日 北浦村  | 平成9年10月1日 町制 | 平成17年9月2日 行方市 | 行方市             |
|                    | 高岡村             | 北高岡村            | 要村               | 要村                | 昭和30年4月1日 北浦村  | 平成9年10月1日 町制 | 平成17年9月2日 行方市 | 行方市             |
|                    | 小幡村             |                     | 要村               | 要村                | 昭和30年4月1日 北浦村  | 平成9年10月1日 町制 | 平成17年9月2日 行方市 | 行方市             |
|                    | 行戸村             |                     | 要村               | 要村                | 昭和30年4月1日 北浦村  | 平成9年10月1日 町制 | 平成17年9月2日 行方市 | 行方市             |

## 人口
| |                                        |  |
| 行方市と全国の年齢別人口分布（2005年） | 行方市の年齢・男女別人口分布（2005年） |  |
| ■紫色 ― 行方市 ■緑色 ― 日本全国 | ■青色 ― 男性 ■赤色 ― 女性              |  |
| 行方市（に相当する地域）の人口の推移 \| 1970年（昭和45年） \| 42,589人 \| \| \| 1975年（昭和50年） \| 42,476人 \| \| \| 1980年（昭和55年） \| 42,660人 \| \| \| 1985年（昭和60年） \| 43,074人 \| \| \| 1990年（平成2年） \| 42,990人 \| \| \| 1995年（平成7年） \| 42,390人 \| \| \| 2000年（平成12年） \| 41,465人 \| \| \| 2005年（平成17年） \| 40,035人 \| \| \| 2010年（平成22年） \| 37,611人 \| \| \| 2015年（平成27年） \| 34,909人 \| \| \| 2020年（令和2年） \| 32,185人 \| \| |                                        |  |
| 総務省統計局 国勢調査より |                                        |  |
| 1970年（昭和45年） | 42,589人                               |  |
| 1975年（昭和50年） | 42,476人                               |  |
| 1980年（昭和55年） | 42,660人                               |  |
| 1985年（昭和60年） | 43,074人                               |  |
| 1990年（平成2年） | 42,990人                               |  |
| 1995年（平成7年） | 42,390人                               |  |
| 2000年（平成12年） | 41,465人                               |  |
| 2005年（平成17年） | 40,035人                               |  |
| 2010年（平成22年） | 37,611人                               |  |
| 2015年（平成27年） | 34,909人                               |  |
| 2020年（令和2年） | 32,185人                               |  |

市内に住んでいる人口のうち、3人に1人は65歳以上、8人に1人は80歳以上である。2022年4月1日には過疎地域に指定された。

## 行政・司法

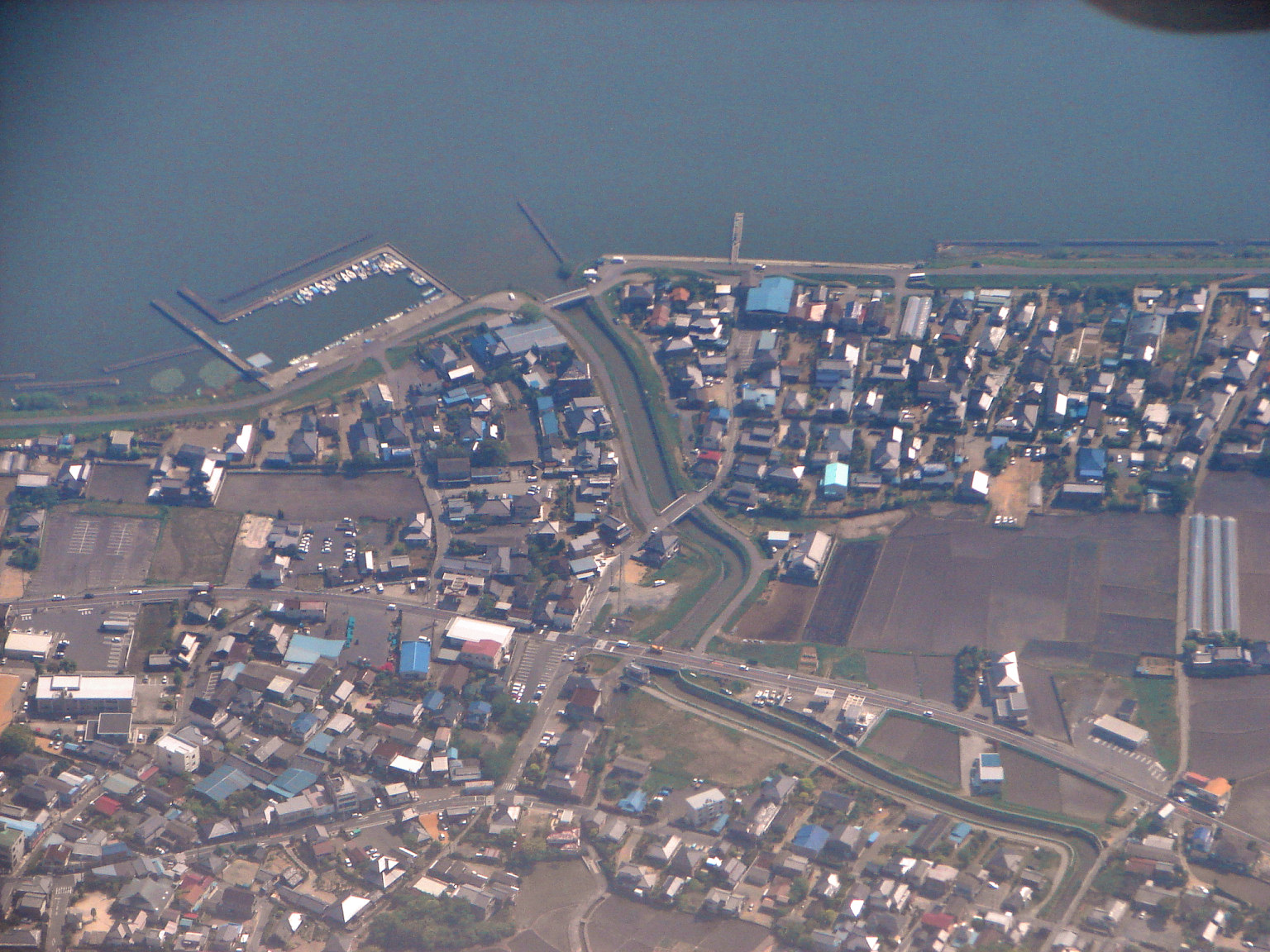
上空より見た行方市麻生地区

### 市長
- 坂本俊彦（初代、2005年10月2日 - 2009年10月1日）
  - 旧玉造町の最後の町長であった。

| 当落 | 得票数 | 候補者   | 党派   | 市長歴 |
| ---- | ------ | -------- | ------ | ------ |
| 当   | 15,703 | 坂本俊彦 | 無所属 | 新     |
|      | 10,400 | 横山忠市 | 無所属 | 新     |

- 伊藤孝一（2代、2009年10月2日 - 2013年10月1日）
  - 旧北浦町の最後の町長であった。

| 当落 | 得票数 | 候補者   | 党派   | 市長歴 |
| ---- | ------ | -------- | ------ | ------ |
| 当   | 12,221 | 伊藤孝一 | 無所属 | 新     |
|      | 12,187 | 坂本俊彦 | 無所属 | 現     |

- 鈴木周也（3代、2013年10月2日 - 現職）
  - 2011年から行方市議会議員1期。

| 当落 | 得票数 | 候補者   | 党派   | 市長歴 |
| ---- | ------ | -------- | ------ | ------ |
| 当   | 12,044 | 鈴木周也 | 無所属 | 新     |
|      | 10,191 | 伊藤孝一 | 無所属 | 現     |

### 市役所庁舎
行方市は本所機能を分散させた分庁舎方式を採用する。各庁舎はそれぞれ旧町の町役場である。
- 麻生庁舎
〒311-3892 茨城県行方市麻生1561番地9
- 北浦庁舎
〒311-1792 茨城県行方市山田2564番地10
- 玉造庁舎
〒311-3512 茨城県行方市玉造甲404番地

#### 新庁舎建設
北浦庁舎と玉造庁舎は耐震化できておらず、土浦協同病院なめがた地域医療センターの元救命救急センターに改修・一部増築して市役所庁舎を集約する計画であり、2025年度の供用開始を目指している。

#### エリア放送
行方市は、地上一般放送局の免許を取得しなめがたエリアテレビとしてエリア放送を実施している。ワンセグのみではなくフルセグとしても放送している。

### 裁判所
- 水戸地方裁判所麻生支部（家庭裁判所、簡易裁判所併設） - 行方市、鹿嶋市、潮来市、神栖市を管轄。

## 議会

### 市議会
- 任期：2019年5月1日 - 2023年4月30日
- 定数：18人[7]
- 議長：岡田晴雄[8]
- 副議長：大原功坪[8]

### 県議会
- 選挙区：潮来市・行方市選挙区
- 定数：1人
- 任期：2023年1月8日 - 2027年1月7日
- 投票日：2022年12月11日
- 当日有権者数：50,478人
- 投票率：49.47％

| 候補者名 | 当落 | 年齢 | 所属党派   | 新旧別 | 得票数   |
| -------- | ---- | ---- | ---------- | ------ | -------- |
| 柗田千春 | 当   | 66   | 無所属     | 新     | 12,366票 |
| 鈴木義浩 | 落   | 59   | 自由民主党 | 現     | 12,240票 |

### 衆議院
- 選挙区：茨城2区（水戸市（旧内原町域）、笠間市（旧友部町・岩間町域）、鹿嶋市、潮来市、神栖市、行方市、鉾田市、小美玉市（旧美野里町・小川町域）、東茨城郡（茨城町・大洗町））
- 任期：2021年10月31日 - 2025年10月30日
- 当日有権者数：355,390人
- 投票率：49.80％

| 当落 | 候補者名   | 年齢 | 所属党派   | 新旧別 | 得票数    | 重複 |
| ---- | ---------- | ---- | ---------- | ------ | --------- | ---- |
| 当   | 額賀福志郎 | 77   | 自由民主党 | 前     | 110,831票 |      |
|      | 藤田幸久   | 71   | 立憲民主党 | 元     | 61,103票  | ○    |

## 姉妹都市・提携都市
- 東京都西東京市 - 2006年（平成18年）11月に災害時相互応援協定を締結した。

## 経済

### 産業

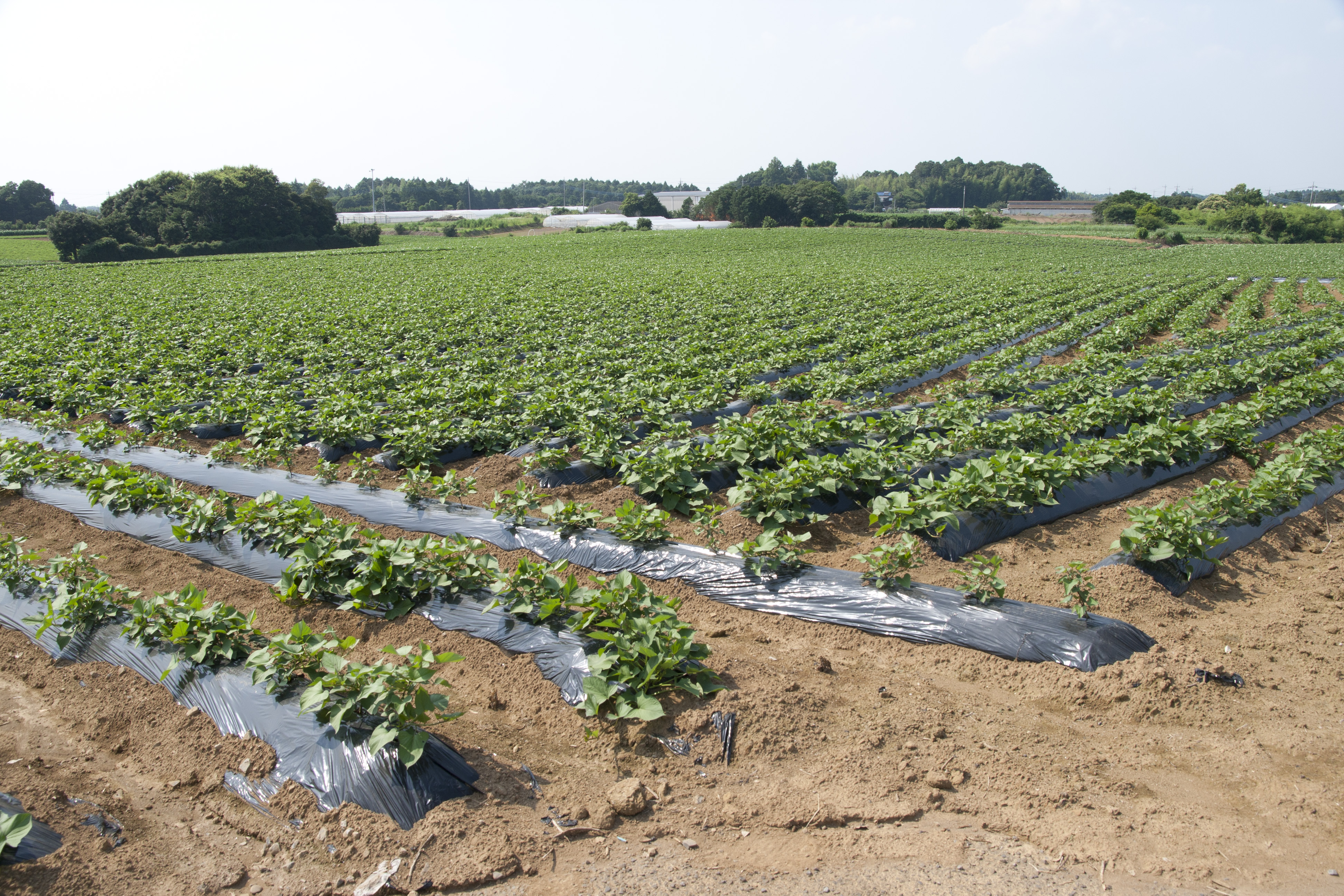
さつまいも畑（行方市井貝地区）

漁業
霞ヶ浦では鯉の養殖が盛んである。
- 白浜漁港
- 麻生漁港
- 小高漁港
- 五町田漁港
- 荒宿漁港
- 手賀漁港
- 高須漁港

農業
- いちご
- 水菜
- エシャレット[注釈 2]
- キャベツ
- わさび菜

上記の農産物が県銘柄産地に指定されている。
- サツマイモ

畜産業
- 養豚

### 商業
主なチェーン店は次の通りである。
- カインズ玉造店
- 西松屋行方玉造店
- ベイシア玉造店
- 不二家
- セイミヤモール麻生店
- コメリ（麻生店・北浦店・玉造店）
- ヤックスドラッグ玉造店
- ウエルシア（行方玉造店・行方麻生店）

### 金融機関
- 常陽銀行 - 玉造支店、麻生支店（北浦支店併設）
- 水戸信用金庫 - 玉造支店
- 佐原信用金庫　- 麻生支店
- 筑波銀行　- 麻生支店
- なめがたしおさい農業協同組合 - 総務企画本部・営農経済本部、麻生支店、北浦支店、玉造支店

## 地域

### 教育
- 高等学校
  - 茨城県立玉造工業高等学校
  - 茨城県立麻生高等学校
- 中学校
  - 行方市立麻生中学校
  - 行方市立北浦中学校
  - 行方市立玉造中学校
- 小学校

- 行方市立麻生小学校
- 行方市立麻生東小学校

- 行方市立玉造小学校
- 行方市立北浦小学校

廃校している小学校小幡小学校（2009年9月30日廃校）2009年10月1日に武田小学校と合併武田小学校（2011年3月31日に廃校）20011年4月1日に津燈小学校と合併山田小学校（2010年3月29日に廃校）2010年3月30日に大和第三小学校と合併繁昌小学校などたくさん存在している。
- 社会福祉施設
  - レイクエコー（茨城県女性プラザ・鹿行生涯学習センター）

なお、すべての小中学校で生徒数の減少が加速しており、半数以上の学校の生徒数は100名未満、さらに一部では複式学級が実施されている。
加えて校舎の老朽化も深刻化、問題となっている。
これを受け市は、市立の小中学校を統廃合し、一定の生徒数を確保できる新学校を作る計画を打ち出した。
- 平成24年度より、麻生小、行方小、小高小を統合して、麻生小学校を新設[9]
- 平成24年度より、麻生中、麻生一中を統合して、麻生中学校を新設[9]
- 平成25年度より、太田小、大和一小、大和二小、大和三小を統合して、麻生東小学校を新設[9]
- 平成26年度より、羽生小、玉造西小、現原小、玉川小、玉造小、手賀小を統合して、玉造小学校を新設[9]
- 平成28年度より、津澄小、要小、武田小（平成24年度に武田小、小貫小、三和小が統合）を統合して、北浦小学校を新設[9]

また、中学校では清真学園中学校（鹿嶋市にある私立学校）、高等学校では近隣市にある高校や高専に進学するという選択肢もあり、そのような学生も少なくない。

## 交通

### 鉄道
かつて玉造地区に鹿島鉄道鉾田線が通っていたが、2007年3月31日をもって廃止された。現在は市内に鉄道は通っていない。鉄道の代わりとして、バス路線が運行されている。（後述）

玉造町駅は、廃線後駅舎、ホームは取り壊されたものの、引き継ぎ「玉造駅」として、主要バス停留所の機能を果たしている。
- 廃止された駅
  - 桃浦駅 - 八木蒔駅 - 浜駅 - 玉造町駅 - 榎本駅

### バス

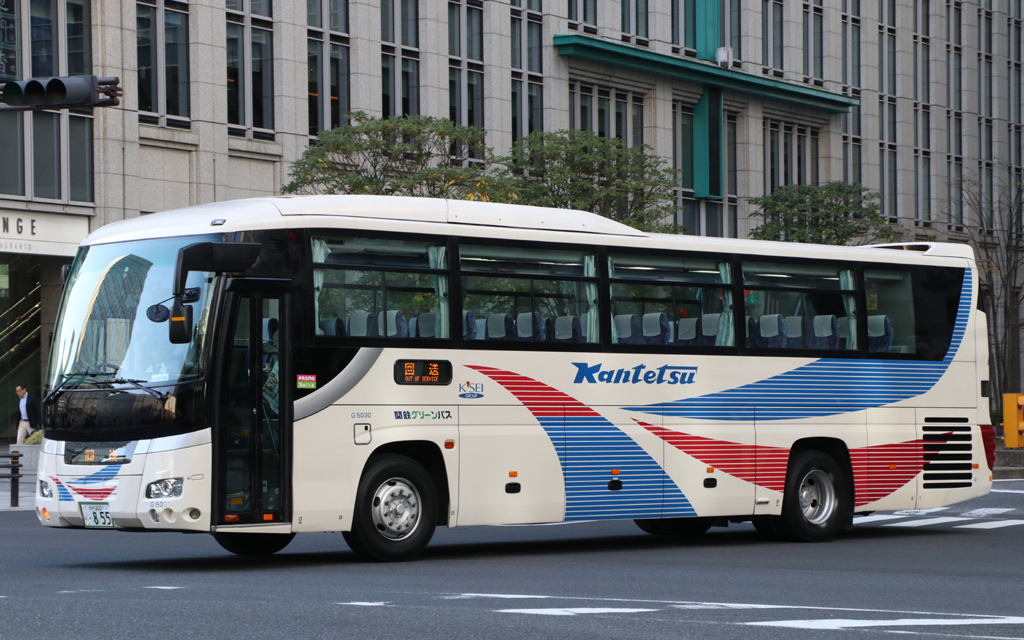
高速バス あそう号

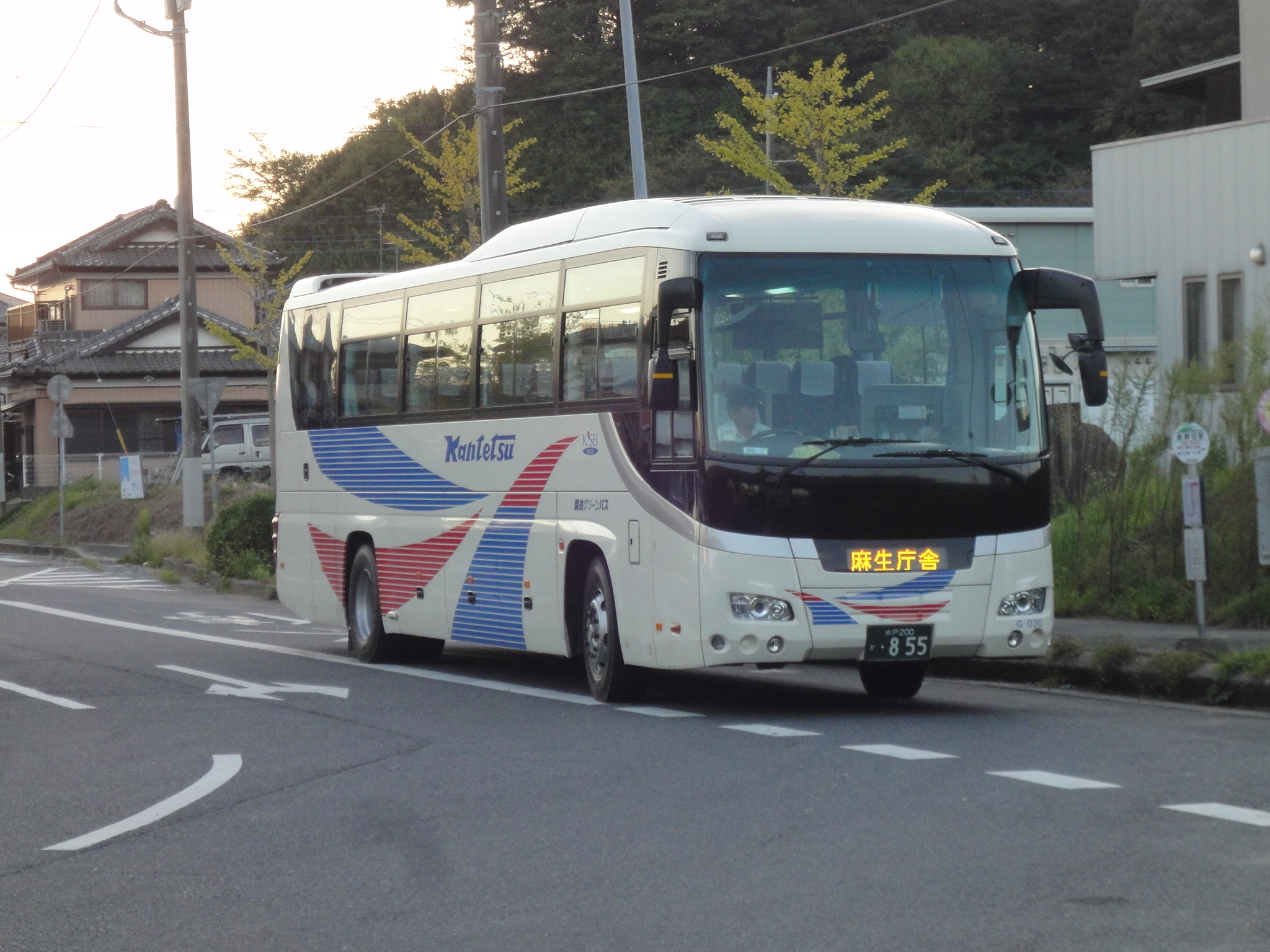
通学急行バス（新鉾田駅）

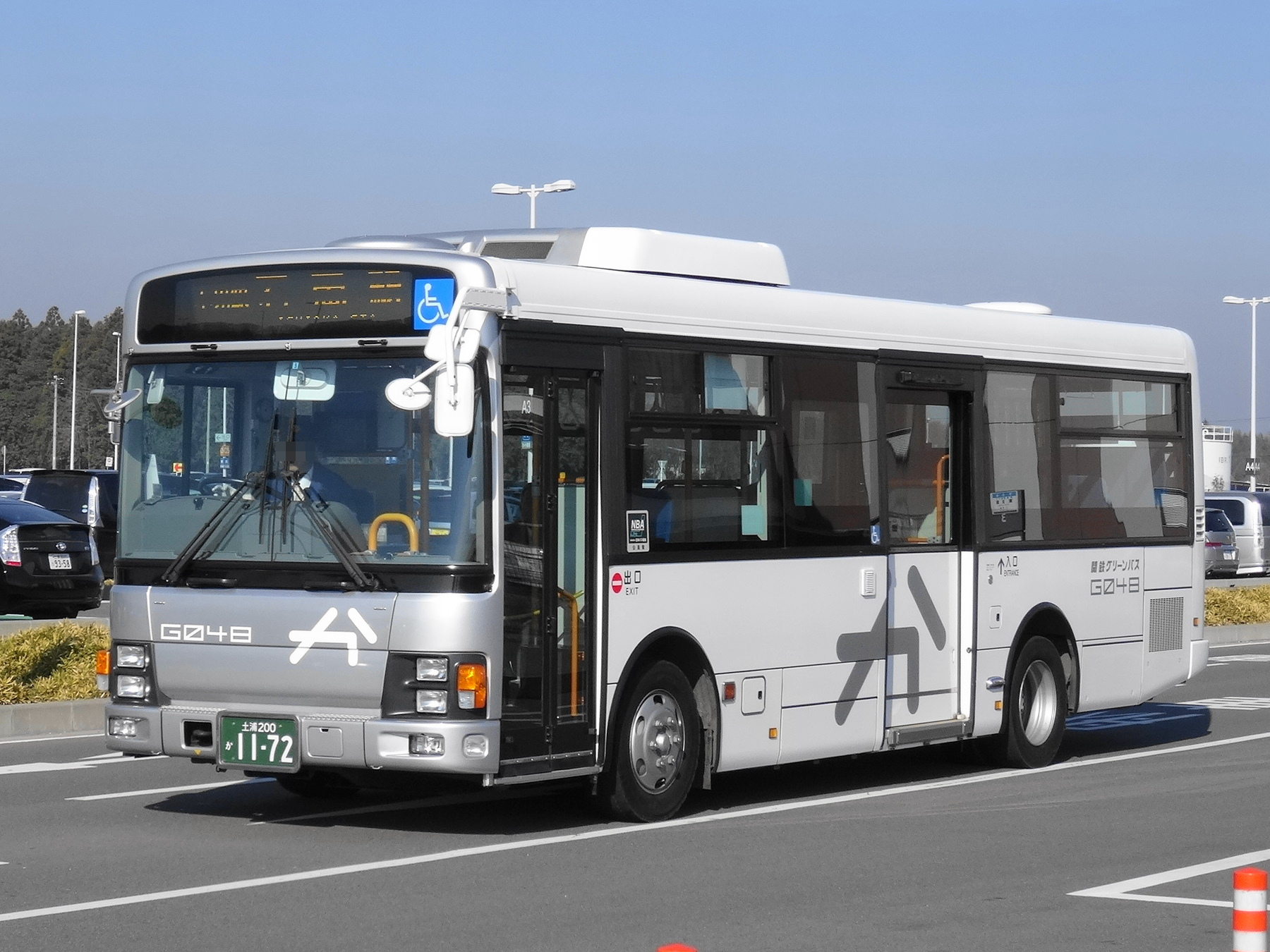
かしてつバス

行方市内で運行されているバス路線は、都心方面と鉾田市を結ぶ高速バス「あそう号」や、近隣の主要駅などを結ぶ路線バス・広域バスが運行されている。

コミュニティバスを除き、関東鉄道（旧関鉄グリーンバスを含む）・池田交通（神宮あやめ白帆ラインのみ）が運行を担当。なお、「あそう号」は、鉾田駅～佐原駅間の一部停留所のみで途中乗降が可能。

交通系ICカード（Suica・PASMOなど）も、「神宮あやめ白帆ライン」の池田交通運行便を除いて、利用可能となっている。

#### 高速バス
- 東京駅 ⇔ 佐原駅・麻生・北浦・新鉾田駅 経由 鉾田駅
  - あそう号（関東鉄道）

#### 路線バス
- 石岡駅 ⇔ 玉里駅・小川駅・玉造駅・上山・坂戸・鉾田駅 経由 新鉾田駅
  - 鹿島鉄道代替バス「かしてつバス」（関東鉄道）
- 土浦駅 ⇔ 桜橋・土浦協同病院・深谷・霞ヶ浦庁舎前・道の駅たまつくり・玉造庁舎前 経由 玉造駅
  - 霞ヶ浦広域バス（関東鉄道）
- 道の駅いたこ ⇔ 水郷潮来BT・潮来駅・延方駅・レイクエコー（白浜少年自然の家・なめがたファーマーズヴィレッジ）・麻生庁舎 経由 あそう温泉「白帆の湯」
  - 潮来・行方広域バス「鹿行北浦ライン」（関東鉄道）
- チェリオ・イオン鹿嶋店 ⇔ 小山記念病院・鹿島神宮駅・延方駅・水郷潮来BT・潮来駅・あそう温泉「白帆の湯」 経由 麻生庁舎
  - 鹿行広域バス「神宮あやめ白帆ライン」（関東鉄道・池田交通）

#### コミュニティバス
- 行方市営路線バス
  - 麻生・北浦・玉造の各地区を接続する路線を運行する。誰でも利用できる路線バス型での運営。令和4年10月3日からは有料化（それまでは無料で乗車可能だった）。[10]
- 行方ふれあい号（デマンド型乗合タクシー）
  - 行方市内の住民で行方市内での乗降に限定。事前予約が必要。2009年度頃に一度廃止になったが、再び復活[11]。

#### 過去の運行路線
鹿行北浦ライン（再編前）
- 2009年3月31日までは、鹿島大野駅～レイクエコー間も運行されていたが、翌4月1日より、現在の運行区間に変更[12]。

鹿行広域バス（再編前）
- 2009年3月31日までは、「神宮・あやめライン（チェリオ・イオン～潮来駅間）」と「白帆・あやめライン（麻生庁舎～延方駅間）」の2路線に分かれていたが、翌4月1日より、再編に伴い、「神宮あやめ白帆ライン」へ統合。
区間により運行ルートの変更と、新たに、あそう温泉「白帆の湯」に停留所を設けた[13]。

### 道路
- 一般国道
  - 国道354号
    - 東方面 - 鉾田（旧・大洋村）・国道51号
    - 西方面 - かすみがうら・土浦・つくば
      - 霞ヶ浦大橋（2005年11月1日に無料化。）
      - 北浦バイパス
      - 鹿行大橋[注釈 3]

  - 国道355号
    - 南方面 - 潮来・国道51号・香取
    - 北方面 - 小美玉・石岡・笠間
      - 玉造バイパス
- 主要地方道
  - 茨城県道2号水戸鉾田佐原線
  - 茨城県道8号小川鉾田線
  - 茨城県道50号水戸神栖線
- 一般県道
  - 茨城県道116号鹿田玉造線
  - 茨城県道183号山田玉造線
  - 茨城県道184号島並鉾田線
  - 茨城県道185号繁昌潮来線
  - 茨城県道186号荒井行方線
    - 北浦大橋

  - 茨城県道187号矢幡潮来線
  - 茨城県道222号古宿麻生線
  - 茨城県道360号大和田羽生線
- 自転車道
  - 茨城県道504号潮来土浦自転車道線
- 高速道路（現在、常磐自動車道と東関東自動車道をつなぐ高速道路が建設されている）
  - 常磐自動車道
    - 土浦北ICより約40分
    - 千代田石岡ICより約35分

  - 東関東自動車道
    - 潮来ICより約25分
    - 茨城空港北ICより約20分

## 通信
- 旧麻生町と旧玉造町の市外局番は0299[注釈 4]であるが、旧北浦町だけは隣接する鉾田市と同じ0291である。
- 行方市の 郵便物は、鉾田郵便局を経由して旧町ごとに玉造(旧玉造町)・北浦(旧北浦町)・麻生(旧麻生町)の各郵便局が集配している。

## 名所・旧跡・観光スポット・イベント・グルメ

### 全般
- 行方市商工会が開発した行方バーガーというご当地グルメがある。ナマズや鯉を使った珍しいハンバーガーである。
- 主要道路の市境付近には、日本語・英語・中国語・韓国語で「ようこそ行方市へ」「またお越しください」と書かれた看板が立っている。

### 旧麻生町

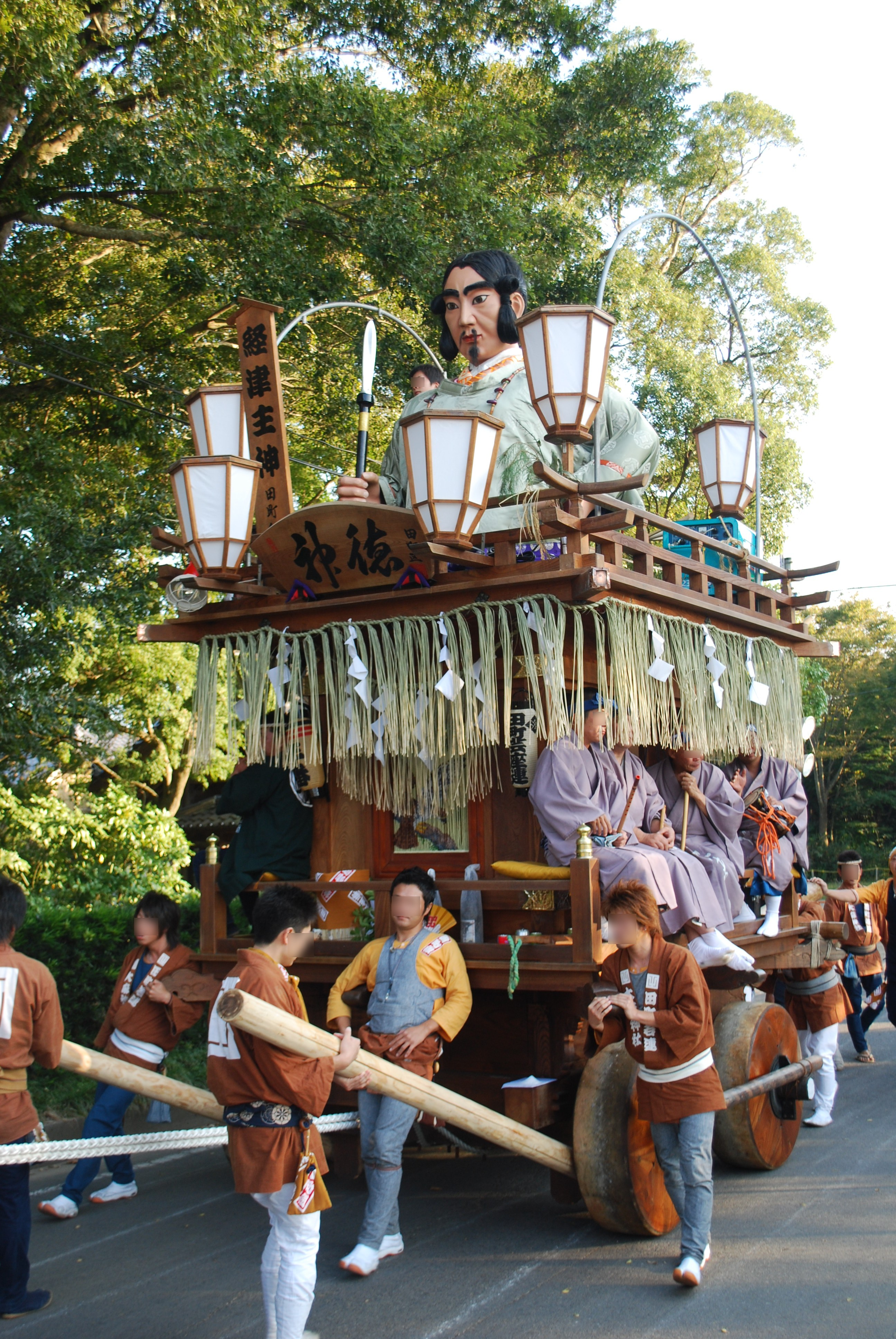
大麻神社祭礼の田町の山車

- あそう温泉白帆の湯 - 浴場からは霞ヶ浦、筑波山、富士山を望むことができる。
- 天王崎公園 - かつては湖水浴場として賑わう。
- 畑家住宅 - 麻生藩家老屋敷。市指定文化財。
- 麻生陣屋跡 - 現・麻生小学校敷地。
- どぶろく祭 - 春日神社の祭礼。どぶろくが振る舞われる。
- 馬出し祭 - 八坂神社の祭礼。
- 大麻神社祭礼 - 麻生市街地の祭礼。佐原型山車5台が曳き廻される。
- なめがたファーマーズヴィレッジ（農業テーマパーク）[14]

### 旧北浦町
- 山田祇園祭り - 山田地区の祭礼。佐原型山車1台が曳き廻される。
- 化蘇沼稲荷奉納相撲 - 武田地区にある化蘇沼稲荷神社で毎年8月25日に行われる祭礼。奉納相撲や、小学6年生女子児童による巫女舞が行われる。
- 山田ワンド・金上ワンド - 北浦に面した釣りの名所。鯉やタナゴ、ブラックバスなどを釣りに、関東地方から多くの釣り客が訪れる。

### 旧玉造町
- 霞ヶ浦ふれあいランド
- 道の駅たまつくり
- 高須崎公園
- 西蓮寺（さいれんじ）

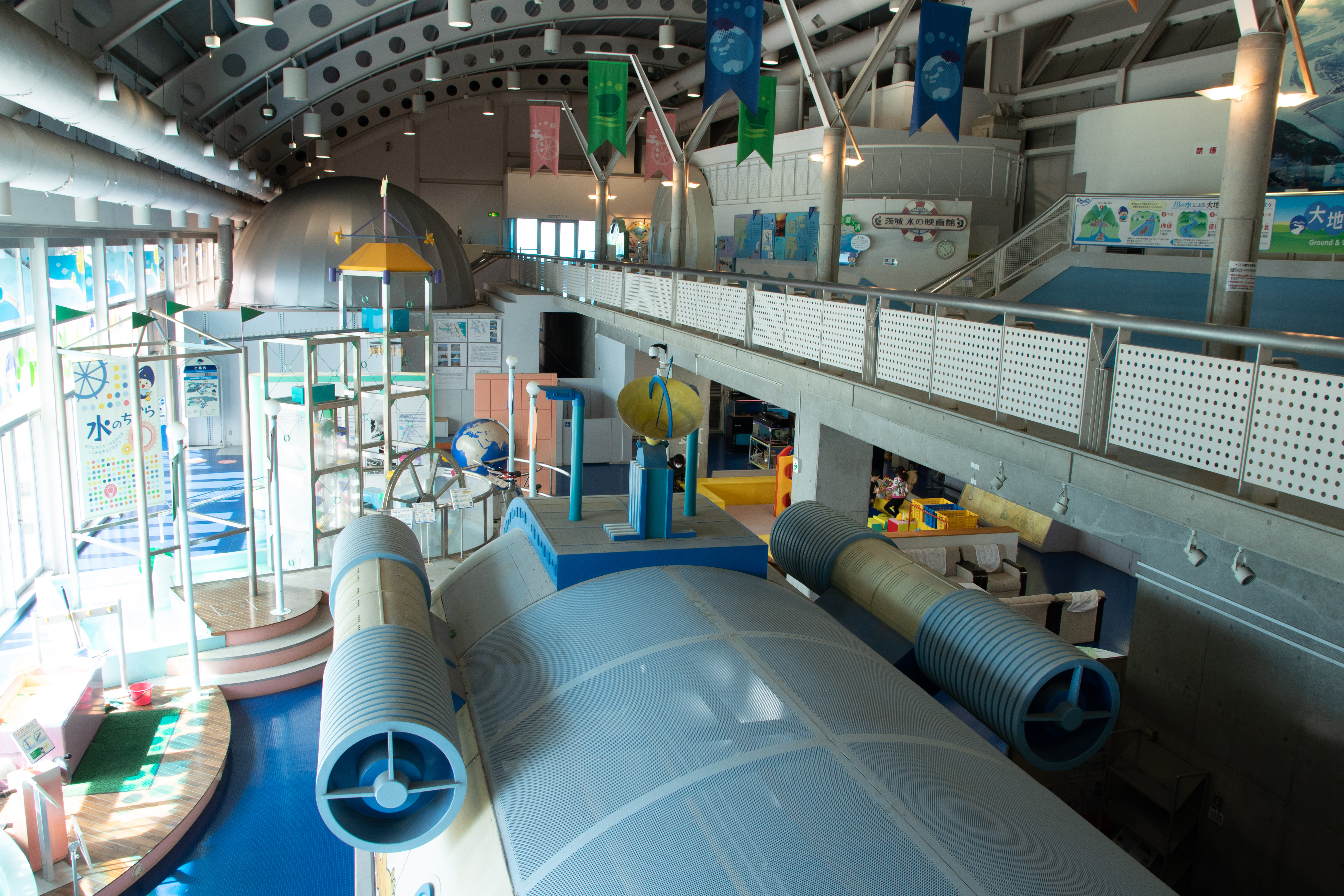
霞ヶ浦ふれあいランド・水の科学館

- ふるさと山百合まつり - 毎年7月下旬に西蓮寺で開催される。行方市民によって山に植えられた2万本のヤマユリが見られる。見学料1人300円、高校生以下は無料。
- 大場家住宅 - 茨城県指定文化財[15]。大山守。
- 三昧塚古墳 - 行方市指定史跡[16]。出土品は国の重要文化財[17]。
- 大宮神社例大祭 - 玉造市街地の祭礼。お囃子は石岡系である。石岡型の山車が３台引き廻される。他にも幌獅子や子供御輿なども出る。
- 芹沢外記旧宅
- 鴨の宮 - 『常陸国風土記』由来の神社。
- 万葉の歌碑
- 玉清井
- 高須崎の一本松
- 玉造郷校
- 玉造城跡
- 手賀城跡
- ふるさとふれあいまつり - 例年8月の第一土曜日夕方頃より玉造の商店街で開催される。山車が総勢8台出る。
- 井上長者館跡 - 大字井上所在の遺跡。ただし地上表示物等はない。

## 地域にゆかりのある著名人
行方市の場合、地域出身者の出生地や出身地について、資料に「旧麻生町の生まれ」「旧玉造町出身」などとあっても、これがただちに現在地名の「行方市麻生」や「行方市玉造」に対応するとは限らない。それと言うのも、その資料が省略してしまっている本当の場所、すなわち、字レベルの詳細な地域名が現在住所に反映されている可能性が多分にあるがゆえに、特定できないからである。実例を挙げれば、出久根達郎は「行方郡北浦町」の生まれであると多くの資料で確かめられるが、だからと言って現在地名「行方市北浦」と比定するのは間違いであって、行方市の公式ウェブサイト上にある「旧北浦町成田地区出身」という資料に基づき、現在地名「行方市成田」こそ比定されるべき場所である。一方で、永作博美は「行方郡麻生町」の生まれとされているが、市の公式ウェブサイトに「旧麻生町麻生地区出身」とあることから、旧麻生町内の他のどこでもなく現在地名「行方市麻生」と比定できる。このような特定に不可欠な資料が確認できないものについては、本項では「現在の行方市旧○○町内」などと表記した。

### 名誉市民
行方市名誉市民条例は2005年（平成17年）9月2日に施行されているが、選定者はまだいない。

### 出身著名人
江戸時代以前の生まれ
明治生まれ
- 内田信也 - 1880年（明治13年）12月6日、現在の行方市旧麻生町内（当時の行方郡内）生まれ。出生地および東京府東京市神田区（現・東京都千代田区神田地区）育ち。実業家（三大船成金の一人）。政治家（宮城県知事、鉄道大臣、農商務大臣、農林大臣等）。【転出】※中学校と高校は共に東京の学校に通う。
- 石橋茂 - 1882年（明治15年）5月1日、行方郡要村（現：行方市小幡）出身。水戸市議会議員、衆議院議員、弁護士。
- 花井忠 - 1894年（明治27年）12月3日、現在の行方市旧麻生町内（当時の行方郡内）生まれ。弁護士、検事（検事総長等）。

大正生まれ
昭和生まれ
- 靉嘔 - 1931年（昭和6年）5月19日、現在の行方市旧玉造町内（当時の行方郡内、1955年以降の玉造町）生まれ。画家。
- 塙雲峰（はなわ うんぽう） - 1931年（昭和6年）、行方郡要村（1955年以降の北浦町、現在の行方市）生まれ[18]。書道家[18]。※なめがた大使（2011年 - ）。[18]
- 香川京子 - 1931年（昭和6年）12月5日、東京都生まれ。育ちは、兵庫県芦屋、東京都、茨城県行方郡麻生町（現・行方市麻生）など複数箇所。女優。【転入/転出】※生まれてすぐに兵庫県芦屋へ転居し、小学校入学の1年前に東京へ戻るも、女学校に上がった年に茨城県下館へ疎開後、間もなく麻生町へ転居する。その後、終戦に伴って東京へ戻る。
- 栗原喜依子 - 1935年（昭和10年）、現在の行方市旧玉造町内（当時の行方郡内、1955年以降の玉造町）生まれ。画家（洋画家）。
- 坂本俊彦 - 1940年（昭和15年）9月3日生まれ。政治家（玉造町長、初代行方市長、ほか）。
- 箕輪光博（みのわ みつひろ） - 1942年（昭和17年）、行方郡大和村（1955年以降の麻生町、現在の行方市）生まれ[18]。林政学者[18]。※なめがた大使（平成23年9月2日委嘱）。[18]
- 額賀福志郎 - 1944年（昭和19年）1月11日、行方郡小高村（1955年以降の麻生町小高、現在の行方市小高）生まれ。政治家（衆議院議長、財務大臣等）。
- 出久根達郎 - 1944年（昭和19年）3月31日、行方郡成田村（1955年以降の北浦町成田[18]、現在の行方市成田）生まれ。出生地および東京都育ち。作家（小説家、随筆家）。【転出】※中学校卒業後、集団就職で上京し、東京都月島の古書店に就職する。※なめがた大使（2011年 - ）。
- 小牧幹（こまき かん） - 1948年（昭和23年）、行方郡小高村（1955年以降の麻生町小高、現在の行方市小高）生まれ[18]。画家（洋画家）[18]。元・教諭[18]。※なめがた大使（2012年 - ）。
- 塙敏（はなわ さとし） - 1950年（昭和25年）、行方郡要村（1955年以降の北浦町、現在の行方市）生まれ[18]。ハンドボール指導者（日本代表男子ハンドボールチーム・コーチ等）[18]。※なめがた大使（2011年 - ）。
- 永作芳也 - 1955年（昭和30年）9月27日、行方郡麻生町（現・行方市旧麻生町内）生まれ。元・将棋棋士。
- 小林光恵 - 1960年（昭和35年）12月8日、行方郡玉造町甲地区[18]（現・行方市玉造甲地区）生まれ。作家。※なめがた大使（2011年 - ）。
- 永作博美 - 1970年（昭和45年）10月14日、行方郡麻生町麻生[18]（現・行方市麻生）生まれ。女優、タレント、歌手。※なめがた大使（2011年 - ）。
- 鈴木周也 - 1971年（昭和46年）9月14日、行方郡玉造町（現・行方市旧玉造町内）生まれ。政治家（第3代 行方市長 等）。実業家。
- 小澤英明 - 1974年（昭和49年）3月17日、行方郡北浦町[18]（現・行方市）生まれ。サッカー指導者、元プロサッカー選手（Jリーグ所属）。※なめがた大使（2012年 - ）。
- 根崎裕子 - 1982年（昭和57年）2月8日、行方郡玉造町（現・行方市旧玉造町内）生まれ。柔道家。
- 小室大地 - 1988年（昭和63年）6月28日生まれ。ハンドボール選手（日本ハンドボールリーグ所属）。

平成生まれ
- 信太弘樹 - 1989年（平成元年）6月24日生まれ。ハンドボール選手（日本ハンドボールリーグ所属）。
- 額賀澪 - 1990年（平成2年）、行方郡麻生町（現・行方市旧麻生町内）生まれ。小説家。
- 柳町魁耀 - 2002年（平成14年）5月7日生まれ。プロサッカー選手（Jリーグ・アスルクラロ沼津所属）。

生年不詳
- 奈良崎正明（ならざき まさあき） - 旧麻生町大和地区（現在の行方市旧大和地区）の生まれ[18]。歌手[18]。※なめがた大使（2012年 - ）。※写真から昭和生まれと推定。

### 地域にゆかりのある人物
- 藤代範雄（ふじしろ のりお） - グラフィックデザイナー[18]。行方市玉造沖洲地区（かつての行方郡立花村沖須）でデザイン事務所を経営[18]。なめがた大使を務める（2012年 - ）[18]。※写真から昭和生まれと推定。「なめがた大使」10名の行方市による解説で唯一「出身」と書かれていないため、地域出身者ではないと思われる。

### 大使
行方市は、2011年（平成23年）9月2日、地域の宣伝や情報発信等を担う「なめがた大使」を、地域にゆかりのある著名人に委嘱した。このとき委嘱されたのは、小林光恵（作家）、出久根達郎（小説家）、永作博美（俳優）、塙雲峰（書道家）、塙敏（ハンドボール指導者）、箕輪光博（林政学者）の6名であった。先の6名に加えて、明くる2012年（平成24年）9月2日には、小澤英明（サッカー選手）、小牧幹（画家）、奈良崎正明（歌手）、藤代範雄（グラフィックデザイナー）の4名が委嘱された。